# Jaskinia Małotowa
Jaskinia Małotowa – jaskinia w prawych zboczach środkowej części Doliny Będkowskiej na Wyżynie Krakowsko-Częstochowskiej. Znajduje się w lesie, około 35 m nad dnem doliny, a jej otwór w dolnym zakończeniu skalnej grzędy powyżej wywierzyska.

## Opis jaskini
Z owalnego otworu jaskini opada korytarz stopniowo przechodzący w studnię o głębokości 5 m. Z jej dna odchodzi krótki korytarz zakończony salką o wysokości do 4 m. Wychodzą z niej ciasne korytarze łączące się w niemożliwą już do przejścia rurę. Z przeciwnego końca dna studni opada następna 4-metrowej głębokości studnia o dnie zawalonym namuliskiem. Od jej dna wychodzi niedostępna szczelina o wysokości kilku metrów. W szczelinie tej jest silny przepływ powietrza. Do góry ze studzienki wychodzi jeszcze pochyły korytarz o szerokości do 1,5 m. Ma silnie spękany strop i kończy się salką o wysokość 1 m, szerokości 2 m i długości 2 m. Przechodzi ona w niedostępną, zamuloną szczelinę z silnym przewiewem powietrza.

## Historia poznania
Początkowa część jaskini prawdopodobnie była miejscowej ludności znana od dawna. W 1980 r. znalazł ją i opisał J. Małota, ale tylko do głębokości 4 m, dalsza część jaskini była bowiem całkowicie zasypana. W 1982 r. A. Górny i A. Ociepka przekopali przejście do sali, w późniejszych latach stopniowo odgruzowano całą jaskinię. Dno studni zawalał gruz wapienny zmieszany z humusem, kolejne 2 metry to wapienny gruz, humus, kości zwierzęce oraz pochodzące z neolitu resztki glinianej ceramiki (kultura pucharów lejkowatych). Opadającą do najniższego poziomu studnię wypełniał humus zmieszany z lessem i szczątkami drobnych kręgowców, a korytarz piaszczyste osady. W trakcie tych prac zabezpieczono studnię przed przypadkowym wpadnięciem do niej ludzi, a w 1995 sporządzono plan jaskini.

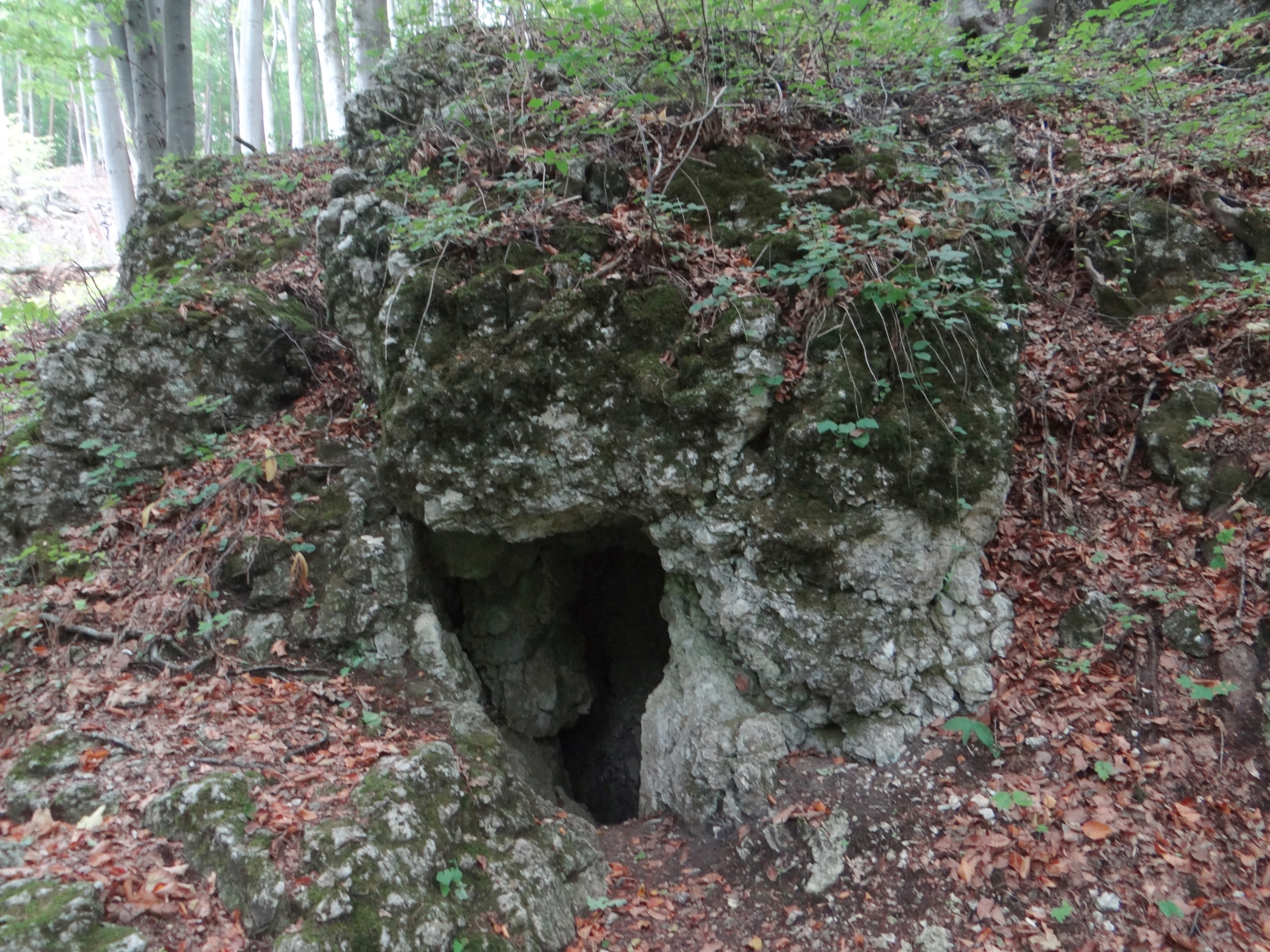
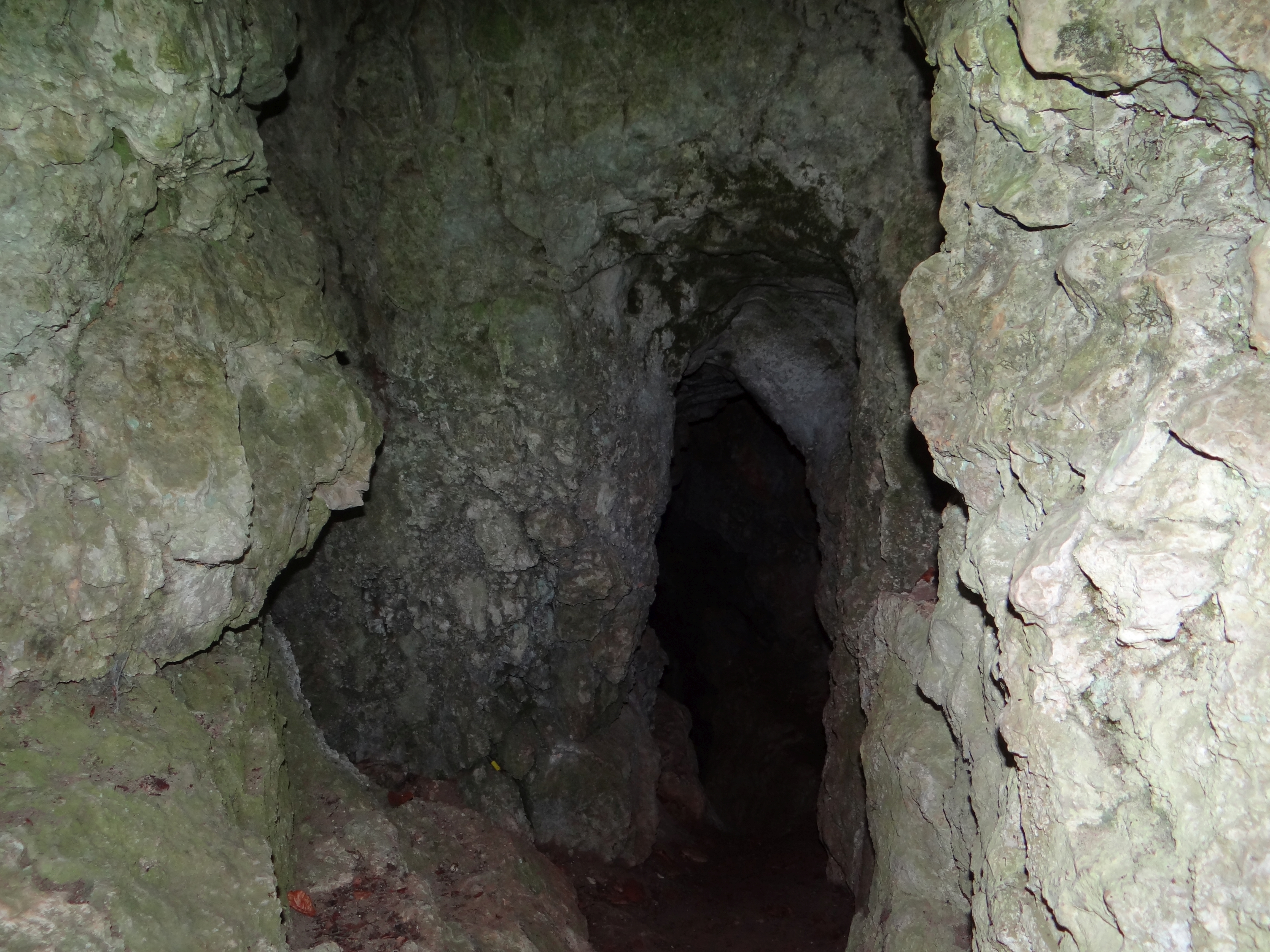
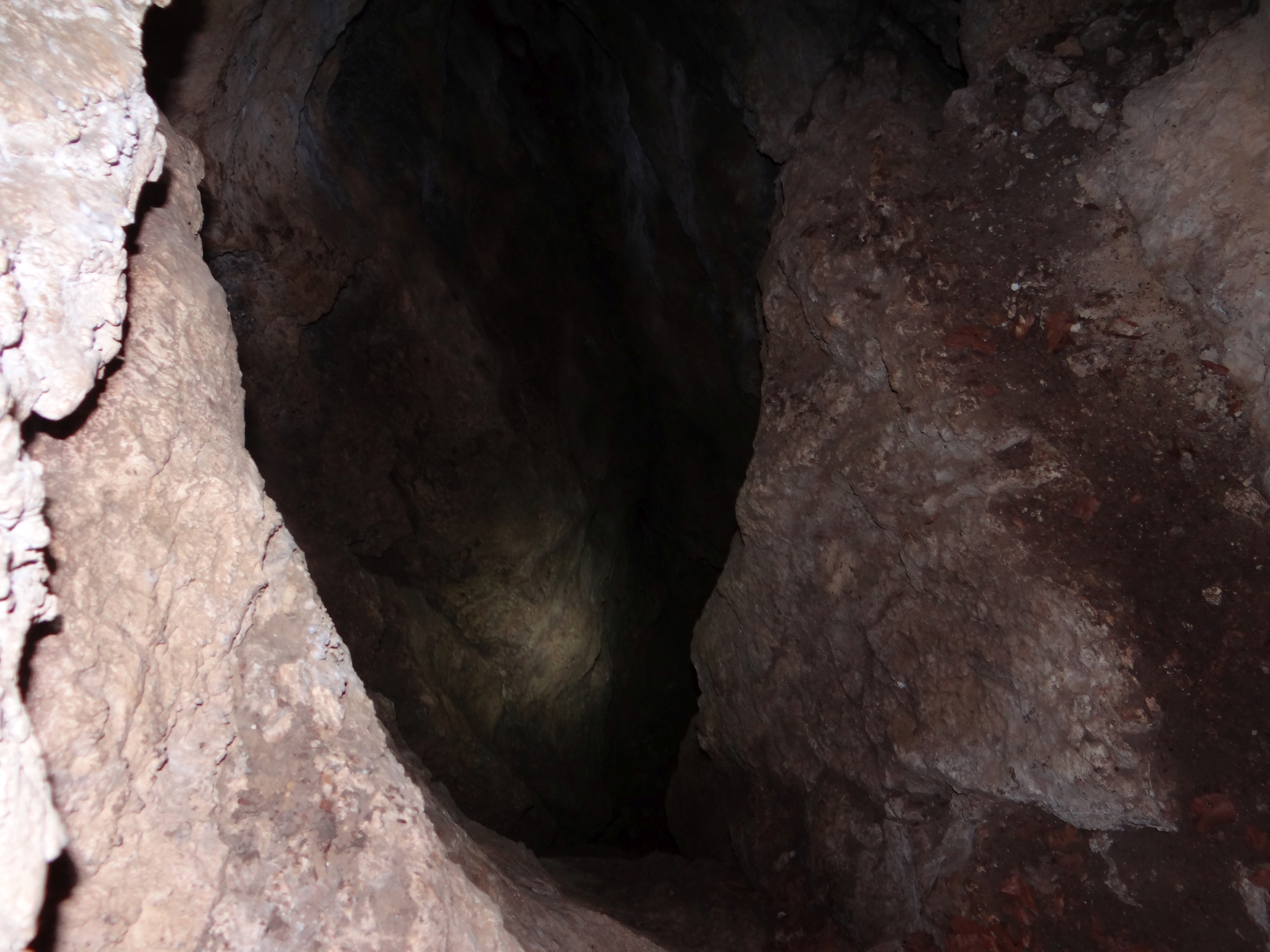
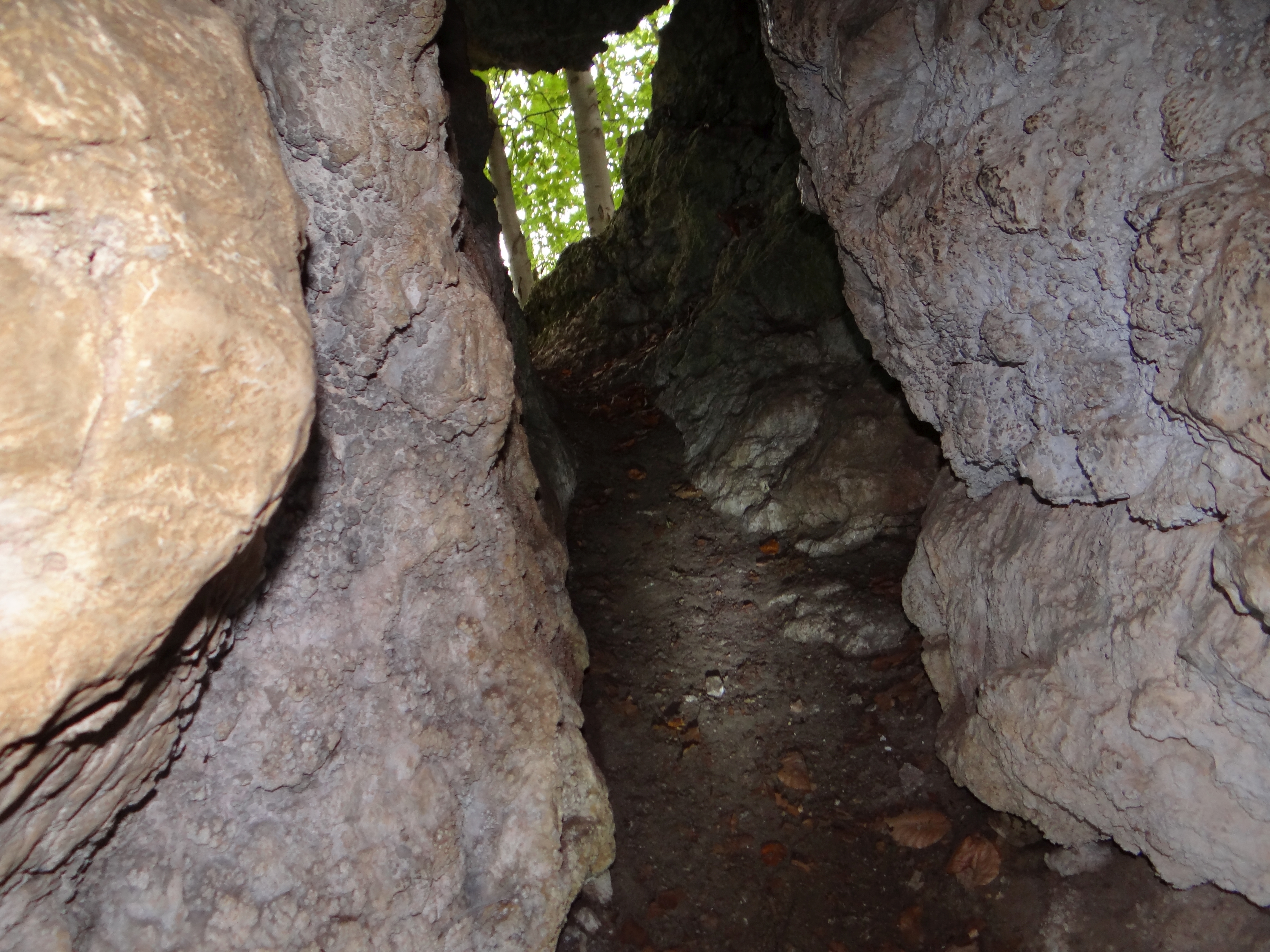